# Parc national de Taza
Le parc national de Taza (en arabe : الحظيرة الوطنية لتازة), est un parc national algérien, situé dans la wilaya de Jijel, au Nord de l'Algérie, au bord de la Méditerranée. Connu surtout pour ses grottes, il abrite de vastes plages de sable ainsi que des gouffres et des falaises.
Le parc a été reconnu réserve de biosphère par l'UNESCO en 2004.

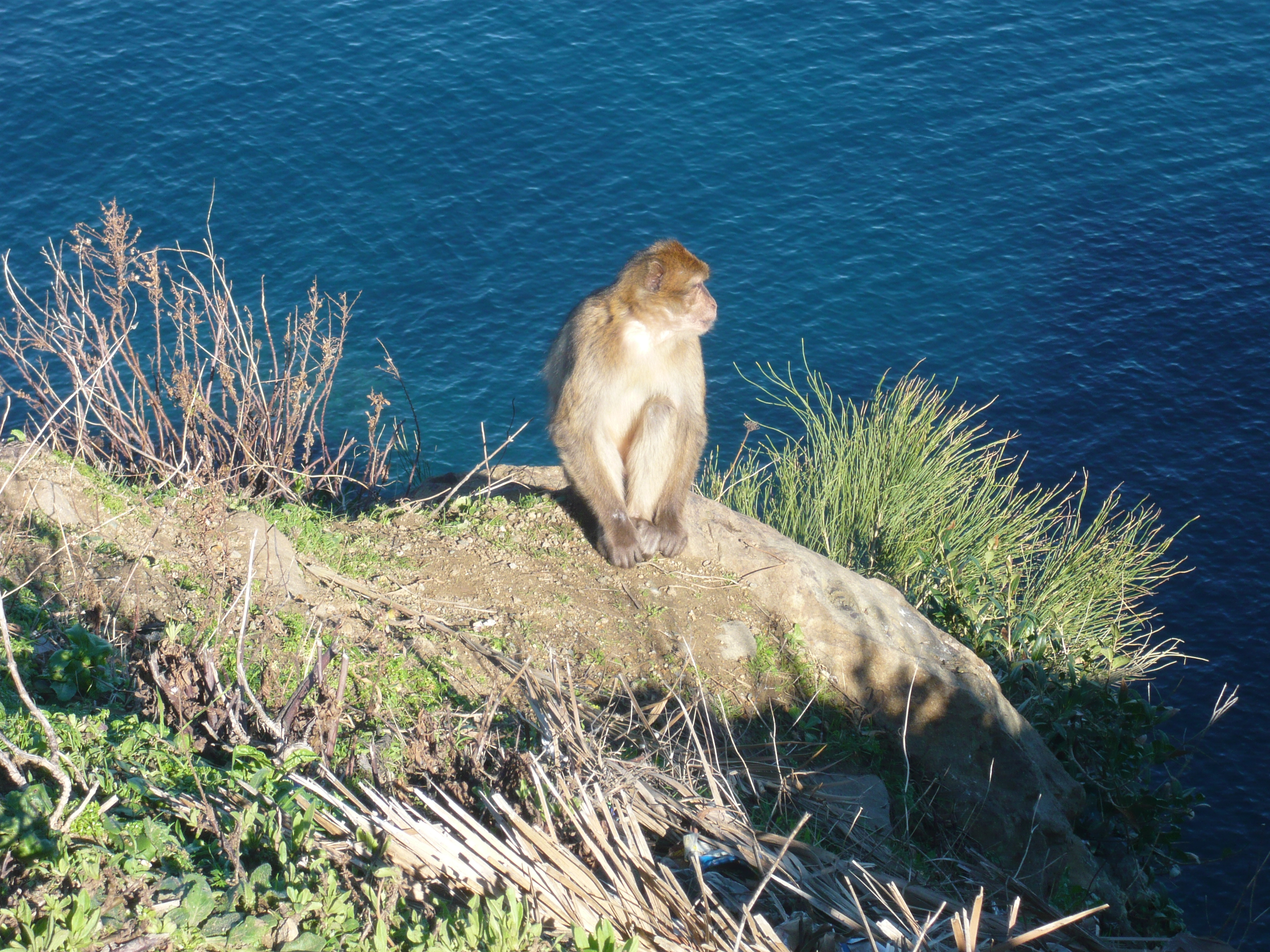
Un macaque berbère situé dans le parc